# Kentkragen

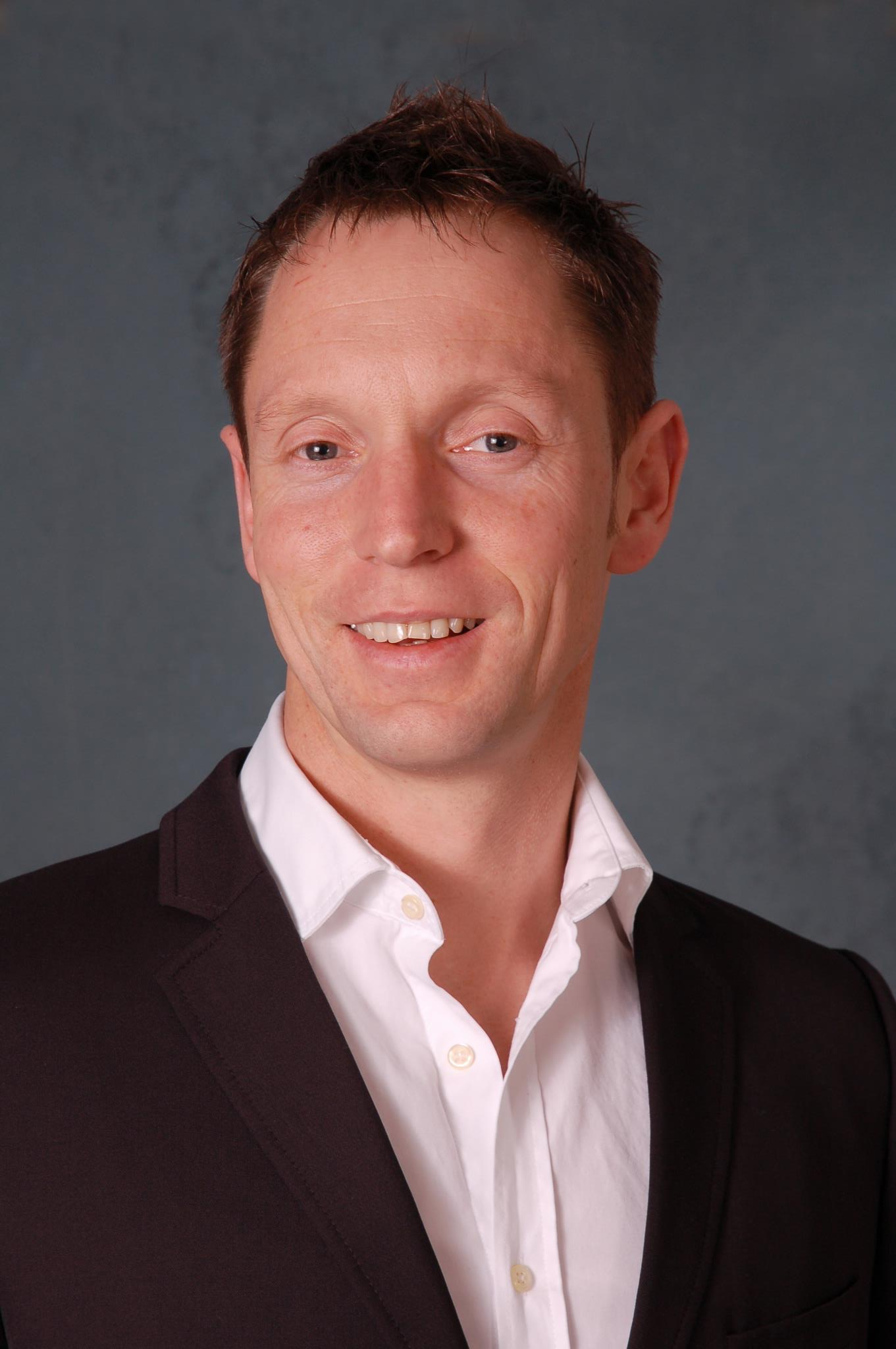
Offener Kentkragen

Der Kentkragen ist die klassische und am weitesten verbreitete Form von Umlegekragen insbesondere an Herrenhemden. Der Kragen hat eine mittlere Höhe und die Spitzen haben eine mittlere Länge im Vergleich zu anderen Hemdkragen.
Der Kentkragen entstand in den 1930er Jahren und geht auf George, 1. Duke of Kent zurück. Der Herzog soll nach einer Möglichkeit gesucht haben, einen großen Krawattenknoten (wie den damals beliebten doppelten  Windsorknoten) zu tragen, ohne sich dabei beengt zu fühlen.
Eine Variante ist der New-Kent-Kragen, eine Mischung aus Haifisch- und Kent-Kragenform.